# NTRUSign
NTRUSign, також відомий як NTRU Signature Algorithm — алгоритм цифрового підпису з відкритим ключем на основі схеми підпису GGH.

## Історія
Вперше алгоритм був представлений на сесії Asiacrypt 2001 року і опублікований в рецензованій формі на конференції RSA 2003 року. Видання 2003 року включало рекомендації параметрів для рівня безпеки 80 біт. У наступній публікації 2005 року були переглянуті рекомендації для рівня безпеки 80 біт, а також представлені параметри затребуваних рівнів безпеки 112, 128, 160, 192 і 256 біт і описані алгоритми для отримання наборів параметрів для будь-якого бажаного рівня безпеки. Компанія NTRU Cryptosystems, Inc. подала патентну заявку на даний алгоритм.

## Особливості
NTRUSign включає в себе відображення повідомлення що шифрується у випадкову точку в 2N-мірному просторі, де N є одним з параметрів NTRUSign, і вирішення задачі знаходження найближчого вектора в ґратці, тісно пов'язаної з ґраткою NTRUEncrypt. Дана ґратка має властивість: приватний 2N-мірний базис для ґратки можна описати з допомогою 2-х векторів, кожен з яких складається з N коефіцієнтів і базису, який може бути визначений окремим N-розмірним вектором. Це дозволяє представляти відкриті ключі в {\displaystyle O(N)} просторі, а не {\displaystyle O(N^{2})} як і у випадку з іншими схемами підпису на основі ґраток. Операції займають {\displaystyle O(N^{2})} часу, на відміну від {\displaystyle O(N^{3})} для криптографії на еліптичних кривих та RSA. Тому NTRUSign швидше даних алгоритмів при низьких рівнях безпеки і значно швидше при високих рівнях безпеки.
NTRUSign знаходиться в стадії розгляду по стандартизації робочою групою IEEE P1363.

## Опис алгоритму
Так само як і в NTRUEncrypt, в NTRUSign обчислення проводяться в кільці {\displaystyle R=\mathbb {Z} _{q}[X]/(X^{N}-1)}, де множення «{\displaystyle *}» є циклічною згорткою по модулю {\displaystyle q}. Добутком двох поліномів {\displaystyle f=[f_{0},f_{1},\ldots ,f_{N-1}]} і {\displaystyle g=[g_{0},g_{1},\ldots ,g_{N-1}]} є {\displaystyle f*g=\sum _{i+j\equiv k\mod N}f_{i}\cdot g_{j}\mod q}.
За основу NTRUSign можуть бути взяті стандартні або транспоновані решітки. Основна перевага транспонованої решітки полягає в тому, що коефіцієнти многочлена належать {-1,0,1}. Це збільшує швидкість множення.

### Генерація ключа
- Вхідні дані: цілі {\displaystyle N,q,d_{f},d_{g},B>0}, рядок {\displaystyle t=standard} або {\displaystyle transpose}.
- Генерація {\displaystyle B} закритих ґраткових базисів і одиного відкритого ґраткового базису: Встановити {\displaystyle i=B}. До тих пір, поки {\displaystyle i>0}:

1. Довільно обрати {\displaystyle f}, {\displaystyle g} ∈ {\displaystyle \mathbb {R} } взаємно прості з {\displaystyle d_{f}}, {\displaystyle d_{g}} відповідно.
2. Знайти малі {\displaystyle F,G,E,R} такі, що {\displaystyle f*G-F*g=q}.
3. Якщо {\displaystyle t=standard}, встановити {\displaystyle f_{i}=f} і {\displaystyle f'_{i}=F}.

Якщо {\displaystyle t=transpose}, встановити {\displaystyle f_{i}=f} і {\displaystyle f'_{i}=g}.
Обчислити {\displaystyle h_{i}=f_{i}^{-1}*f'_{i}modq}. Встановити {\displaystyle i=i-1}.
- Публічний ключ: вхідні параметри і {\displaystyle h=ho=f_{0}^{-1}*f'_{0}\operatorname {mod} q}.
- Закритий ключ: {\displaystyle \left\{f_{i},f'_{i},h_{i}\right\}} для {\displaystyle i=0...B}.

### Підпис
Підпис вимагає геш-функцію {\displaystyle H:{\mathcal {D}}\rightarrow R} на цифровому просторі документу {\displaystyle {\mathcal {D}}}.
- Вхідні данні: цифровий документ {\displaystyle D\in {\mathcal {D}}} закритий ключ {\displaystyle \left\{f_{i},f'_{i},h_{i}\right\}} для {\displaystyle i=0...B}.
- Встановити {\displaystyle r=0}.
- Встановити {\displaystyle s=0}{\displaystyle i=B}. Представити {\displaystyle r}як рядок біт. Встановити {\displaystyle m_{o}=H(D||r)}, де {\displaystyle ||} означає конкатенацию. Встановити {\displaystyle m=m_{o}}.

1. {\displaystyle \left\{f_{i},f'_{i},h_{i}\right\}} — {\displaystyle i}-та підстава
2. Обчислити {\displaystyle x=\lfloor -{\frac {1}{q}}m_{i}*f'_{i}\rceil }
3. Обчислити {\displaystyle y=\lfloor {\frac {1}{q}}m_{i}*f_{i}\rceil }
4. {\displaystyle s_{i}=x*f+y*f'}
5. {\displaystyle m_{i}=si*(h_{i}-h_{i-1})\mod q}
6. Пілпис: {\displaystyle s=s+s_{i}}

### Перевірка підпису
Верифікація вимагає таку ж геш-функцію {\displaystyle H}, «нормуючий зв'язок» {\displaystyle {\mathcal {N}}\in \mathbb {R} } і норму полінома {\displaystyle ||.||}. Норма {\displaystyle ||t||} полінома {\displaystyle t} визначається як {\displaystyle \inf _{0\leq k<q}||t+kq||_{z}}, де {\displaystyle ||r||_{z}=\sum _{i=0}^{N-1}r_{i}^{2}-{\frac {1}{N}}\sum _{i=0}^{N}r_{i}} (де останнє — Евклідова норма).
- Вхідні дані: Підписані дані {\displaystyle (D,r,s)} і публічний ключ {\displaystyle h}.
- Уявити r як рядок бітів. Встановити {\displaystyle m=H(D||r)}.
- Обчислити {\displaystyle b=||(s,s*h-m\operatorname {mod} g))||}.
- підпис вважається вірним, якщо {\displaystyle b<{\mathcal {N}}}.

### Зауваження
- Рекомендовані параметри {\displaystyle (N,q,d_{f},d_{g},B,t,{\mathcal {N}})=(251,128,73,71,1,transpose,310)}